# Sommer-Paralympics 2008/Teilnehmer (Jamaika)
| stlisierte Goldmedaille | stlisierte Silbermedaille | stlisierte Bronzemedaille |
| ----------------------- | ------------------------- | ------------------------- |
| —                       | —                         | 1                         |

Jamaika nahm mit vier Sportlern an den Sommer-Paralympics 2008 im chinesischen Peking teil.
Fahnenträger war Tanto Campbell. Er war auch der erfolgreichste Athlet der jamaikanischen Mannschaft mit einem dritten Platz im Diskuswerfen der Klasse F55/56.

## Teilnehmer nach Sportarten

### Leichtathletik
Frauen
- Sylvia Grant
- Vinnette Green

Männer
- Tanto Campbell, 1×  (Diskuswerfen, Klasse F55/56)
- Alphanso Cunningham